# Shadows (мини-альбом)
Shadows (с англ. — «Тени») — мини-альбом британского музыкального продюсера Сэма Шеперда, выпущенный под псевдонимом Floating Points 21 ноября 2011 года звукозаписывающей компанией Eglo Records.

## Список композиций
| №                   | Название                                                                                   | Длительность |
| ------------------- | ------------------------------------------------------------------------------------------ | ------------ |
| 1.                  | «Myrtle Avenue» (Вокал: Fatima)                                                            | 9:57         |
| 2.                  | «Realise»                                                                                  | 5:28         |
| 3.                  | «Obfuse»                                                                                   | 4:11         |
| 4.                  | «ARP3»                                                                                     | 9:16         |
| 5.                  | «Sais» (Струнные: Шарлотт Боннетон, Магда Пиетровска, Марико Мактир, Цянь Ву, Цзе Йенн Ён) | 8:01         |
| Общая длительность: | Общая длительность:                                                                        | 36:53        |